# يونايتد آرتيست
شركة مجموعة الفنانون الإعلامية المتحدة أو يونايتد آرتيست (بالإنجليزية: United Artists)‏ ، هي شركة إعلامية أمريكية لصناعة السينما والموسيقى، أسست عام 1919م، وتقع مقرها في الولايات المتحدة.

## وصلات خارجية
- يونايتد آرتيست على موقع IMDb (الإنجليزية)
- يونايتد آرتيست على موقع IMDb (الإنجليزية)
- يونايتد آرتيست على موقع الموسوعة البريطانية (الإنجليزية)
- United Artists Corporation Records 1919-1965 are at the Wisconsin Center for Film and Theater Research.